# Куангнгай
Куангнгай, иногда встречается название Куангнгиа (вьет. Quảng Ngãi) — город  провинциального подчинения в центральной части Вьетнама. Административный центр провинции Куангнгай.

## География
Абсолютная высота — 12 метров над уровнем моря. Расположен недалеко от побережья Южно-Китайского моря, в 838 км к северу от Хошимина.

## Население
По данным на 2013 год численность населения составляет 33 301 человек.
Динамика численности населения города по годам:
| 1979   | 1989   | 2000   | 2013   |
| ------ | ------ | ------ | ------ |
| 41 119 | 34 402 | 33 900 | 33 301 |

## Транспорт
Через город проходит национальное шоссе № 1, пересекающее всю страну с севера на юг.